# Моријано (Павија)
Моријано је насеље у Италији у округу Павија, региону Ломбардија.
Према процени из 2011. у насељу је живело 63 становника. Насеље се налази на надморској висини од 214 м.